# GOOD TO SEE YOU
『GOOD TO SEE YOU』（グッド・トゥ・シー・ユー）は、PEARLの2枚目のベスト・アルバム。

## 概要
田村直美ソロプロジェクト期の楽曲を収録したベスト・アルバム。

## 収録曲
1. 泣きくずれる君を抱きしめて
2. REAL WORLD
3. FEEL SO BAD
4. 風よ
5. 誰があの空涙の色に
6. 口唇に気高さを
7. ALL RIGHT
8. 風がやんだら
9. 落ち葉のAIR MAIL
10. 哀しいほどのBlue Sky
11. CRYING BIRD
12. LIFE

作詞：田村直美(#ALL)
作曲：田村直美(#1 - 4, 6 - 12)、月光恵亮・須貝幸生(#5)
編曲：月光恵亮・須貝幸生(#1 - 8, 10 - 12)、前野知常(#9)、神長弘一(#ALL)

## レコーディング参加
- 神長弘一 - ギター、コーラス
- 横関敦 - ギター
- 須貝幸生 - ベース、プログラミング
- 渡嘉敷祐一 - ドラム
- 藤井章司 - ドラム
- 鷹羽仁 - キーボード
- 前野知常 - キーボード、コーラス
- スティーヴ・エトウ - パーカッション
- 月光恵亮 - コーラス